# Rubus miszczenkoi
Rubus miszczenkoi är en rosväxtart som beskrevs av Juzepczuk. Rubus miszczenkoi ingår i släktet rubusar, och familjen rosväxter. Inga underarter finns listade i Catalogue of Life.